# Daphne Zuniga
Daphne Eurydice Zuniga (ur. 28 października 1962 w Berkeley) – amerykańska aktorka, producentka i reżyserka filmowa. Odtwórczyni roli Victorii Davis w serialu The CW Pogoda na miłość (One Tree Hill, 2008–2012).

## Życiorys

### Wczesne lata
Urodziła się w Berkeley w stanie Kalifornia jako córka Agnes A. (z domu Janawicz), polsko-fińskiego pochodzenia unitariańskiej minister, i Joaquína Alberto Zúñigi Mazariegosa, urodzonego w Gwatemali profesora filozofii. Wychowywała się z dwiema siostrami: Jennifer i Rosario. W wieku 12 lat po raz pierwszy wystąpiła na scenie w roli admirała w produkcji muzycznej H.M.S. Pinafore W.S. Gilberta i Arthura Sullivana. 
W 1980 ukończyła Woodstock Union High School. Przez cztery lata mieszkała w Woodstock w stanie Vermont, gdzie kontynuowała naukę aktorstwa jako członek Newhouse Players i Young Actors Company. Jako nastolatka ukończyła roczny program Young Conservatory w American Conservatory Theater w San Francisco. Później uczęszczała na trzyletni program teatralny przy University of California, Los Angeles (1980-83). We wczesnych latach 80. dzieliła swój pokój z Meg Ryan. Dodatkowo spędziła cztery lata w Loft Studio, studiując aktorstwo pod kierunkiem Larry’ego Mossa i Peggy Feury, a także Gary’ego Austina.

### Kariera
Po ukończeniu studiów spędziła czas w letnim teatrze Vermont's Green Mountain Guild. Wkrótce potem brała udział w trzyletnim kursie dramatycznym na UCLA, gdzie poznała aktora Tima Robbinsa. Oboje wystąpili w dramacie telewizyjnym CBS Księżniczka futbolu (Princess Quarterback, 1983) z Helen Hunt i komedii romantycznej Roba Reinera Pewna sprawa (The Sure Thing, 1985) u boku Johna Cusacka.
Pojawiła się także w dwóch odcinkach sitcomu NBC Więzy rodzinne (Family Ties, 1984) jako Rachel Miller, przyjaciółka postaci granej przez Michaela J. Foxa. W parodystycznym filmie SF Mela Brooksa Kosmiczne jaja (Spaceballs, 1987) wystąpiła jako księżniczka Vespa obok Ricka Moranisa, Billa Pullmana i Johna Candy.
Wzięła też udział w teledysku do piosenki Boba Segera „Night Moves” (1994) z Mattem LeBlanc. Zaskarbiła sobie sympatię telewidzów jako fotograf Jobeth „Jo” Reynolds w operze mydlanej Fox Melrose Place (1992–96, 2009–10) i Agencja modelek (Models Inc., 1994). Można ją było także dostrzec w serialu ABC Piękni (Beautiful People, 2005−2006) w roli Lynn, projektantki mody.

## Życie prywatne
Związana była z Jasonem Gedrickiem (1986) i Emilio Estevezem (1988).
W wolnych chwilach malowała obrazy węglem. Jest członkiem Environmental Communications Office. Zamieszkała w Los Angeles.
W 2004 Zuniga cierpiała na zatrucie rtęcią w efekcie nadmiernej konsumpcji ryb. Powiedziała, że jadła sushi cztery razy w tygodniu, zanim trafiła na pogotowie, a jej objawy obejmowały słabą pamięć, bóle głowy, napady płaczu, wysypki skórne i łagodną depresję. Po diagnozie, Zuniga zaprzestała spożywania ryb.
W 2006 na randce w ciemno poznała biznesmena Davida Mleczkę. Para pobrała się 8 czerwca 2019 podczas prywatnej ceremonii w Cambridge w Massachusetts.

## Filmografia

### Filmy fabularne
- 1983: Księżniczka futbolu (Princess Quarterback, TV) jako Kim Maida
- 1985: Pewna sprawa (The Sure Thing) jako Alison Bradbury
- 1985: Vision Quest jako Margie Epstein
- 1987: Kosmiczne jaja (Spaceballs) jako księżniczka Vespa
- 1989: Mucha II (The Fly 2) jako Beth Logan
- 2010: Rodzinne Święto Dziękczynienia (A Family Thanksgiving, TV) jako Claudia

### Seriale TV
- 1992–96: Melrose Place jako Jo Reynolds
- 1994: Agencja modelek (Models Inc.) jako Jo Reynolds
- 1997: Johnny Bravo jako Gabrielle (głos)
- 1997-98: Spin City jako Carrie
- 1999: Po tamtej stronie (The Outer Limits) jako Juliette Kagan
- 1999: Batman przyszłości (Batman Of The Future) jako Lula (głos)
- 2000: Zakręcony (Stark Raving Mad) jako dr Anne Russo
- 2000: Batman przyszłości (Batman Of The Future) jako April (głos)
- 2003: Eve jako pani King
- 2003: Prawo i porządek: sekcja specjalna (Law & Order: Special Victims Unit) jako Emma Dishell
- 2004–2005: American Dreams jako Shelly Pierce
- 2005–2006: Piękni (Beautiful People) jako Lynn Kerr
- 2007: Bez skazy (Nip/Tuck) jako Carly Summers
- 2007–2009: Kosmiczne jaja (Spaceballs: The Animated Series) jako księżniczka Vespa (głos)
- 2008–2012: Pogoda na miłość (One Tree Hill) jako Victoria Davis
- 2009–2010: Melrose Place jako Jo Reynolds
- 2020: Agenci NCIS jako dowódca Marynarki Wojennej Stacy Gordon
- 2022: Dynastia jako Sonya Jackson